# Forn del Mas de la Codonyera I
El Forn del Mas de la Codonyera I és una obra de Móra d'Ebre (Ribera d'Ebre) inclosa a l'Inventari del Patrimoni Arquitectònic de Catalunya.

## Descripció
És un forn de guix. Es tracta d'una construcció arquitectònica bastida aprofitant el desnivell del terreny, que consta d'una mena de torre quadrangular feta amb pedra escairada, morter, i totxo massís. L'interior és circular. A la part frontal trobem una obertura amb una llinda que es correspondria amb la boca del forn. A la part superior de la torre trobem una inscripció amb una data: "1918".
Està reforçada exteriorment amb murs de pedra.
Es troba en una zona on hi ha una cantera de guix.